# Sörlänning

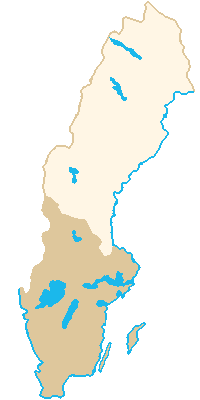
Södra delen av Sverige (Svealand och Götaland) markerat med brunt.

Sörlänning är en benämning på personer härstammande från eller bosatta söder om Dalälven (Götaland och Svealand). Ordet norrlänning har gett upphov till det i Norrland ej ovanliga sörlänning. Begreppet är vanligt som självepitet av människor som härrör från södra Sverige men bor i Norrland. Begreppet används även av norrlänningar som — inte sällan pejorativt — epitet om människor från södra Sverige. Ordet är belagt sedan 1833.
I Norge används det liknande ordet sørlending om dem som bor i södra Norge, det vill säga Sørlandet.
På genuin västerbottniska används ordet Frammlänning (Framlänning) om dem som bor söderut relativt till talaren.